# Conseil d'État (Danemark)
Pour les articles homonymes, voir Conseil d'État.
Le Conseil d'État du Danemark (en danois : Statsrådet) est un organisme gouvernemental danois dont la fonction est de négocier toutes les lois et mesures gouvernementales importantes. Le conseil se compose du monarque danois, de tous les ministres et de l'héritier du trône, s'il est majeur. Les réunions sont présidées par le monarque. Au cas ou le monarque est empêché, les réunions sont présidées par son adjoint, ayant le titre de rigsforstander (régent).
Créée le 22 mars 1848, avant la promulgation de la Constitution danoise de 1849, elle remplace le Conseil d'État secret (en danois : Gehejmestatsrådet) de la monarchie absolue. Sa fonction est décrite principalement à l'article 17 de la constitution danoise de 1953.